# Parafia Matki Bożej Różańcowej w Skoczowie
Parafia Matki Bożej Różańcowej – rzymskokatolicka parafia znajdująca się w Skoczowie. Należy do dekanatu Skoczów i diecezji bielsko-żywieckiej. Swym zasięgiem obejmuje Górny Bór, największe osiedle w Skoczowie, oraz część Międzyświęcia. W 2005 r. zamieszkiwało ją ponad 4000 katolików.
Drewniana kaplica w sąsiedztwie największego osiedla w Skoczowie przy ul. Górny Bór została poświęcona w 1991 r. Z parafii Znalezienia Krzyża Świętego wyodrębniła się 7 października 1993 r. Probostwo wybudowano w 1997 r., a w 2004 r. rozpoczęto budowę nowego kościoła parafialnego.

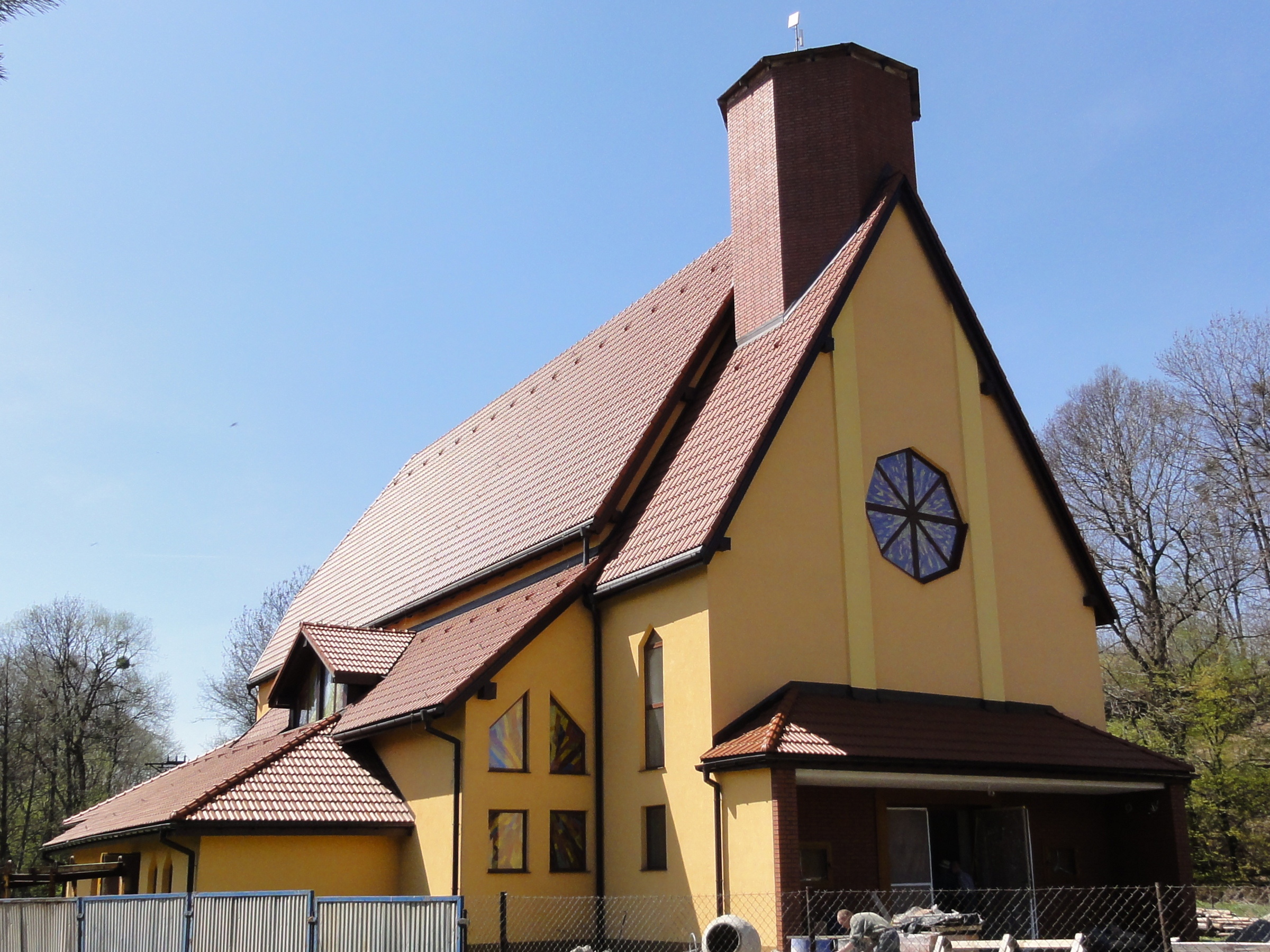
Budowa nowego kościoła